# Болс-Пірамід
31°45′15″ пд. ш. 159°15′06″ сх. д. / 31.75417° пд. ш. 159.25167° сх. д.
Болс-Пі́рамід, Болс Пі́рамід або Пі́раміда Бола (англ. Ball's Pyramid) — невеликий безлюдний вулканічний острів, приблизно за 20 км на південний-схід від острова Лорд-Хау.

## Географія
Зовні острів нагадує вітрило, висота над рівнем моря досягає 562 метрів при найбільшій ширині основи близько 200 метрів. Поряд з островом є кілька маленьких скелястих острівців.

## Історія
Названо на честь лейтенанта Генрі Лідгберда Бола, який відкрив його в 1788 році, при перевезенні в'язнів з Австралії на острів Норфолк. В тому ж рейсі Бол також відкрив острів Лорд-Хау.
Перша зареєстрована висадка людини відбулася в 1882 році, майже через століття після відкриття острова. Перше сходження на вершину зареєстровано в 1965-му, після чого було ще кілька вдалих спроб протягом майже 20 років.
У 1982 році територію острова, разом з островом Лорд-Хау було включено до списку об'єктів Світової спадщини ЮНЕСКО. З 1982 сходження, а з 1986 й доступ на острів, були заборонені. З 1990-х відвідини стали суворо обмежені, тим не менш, деякі сходження відбувалися.

## Біорізноманіття

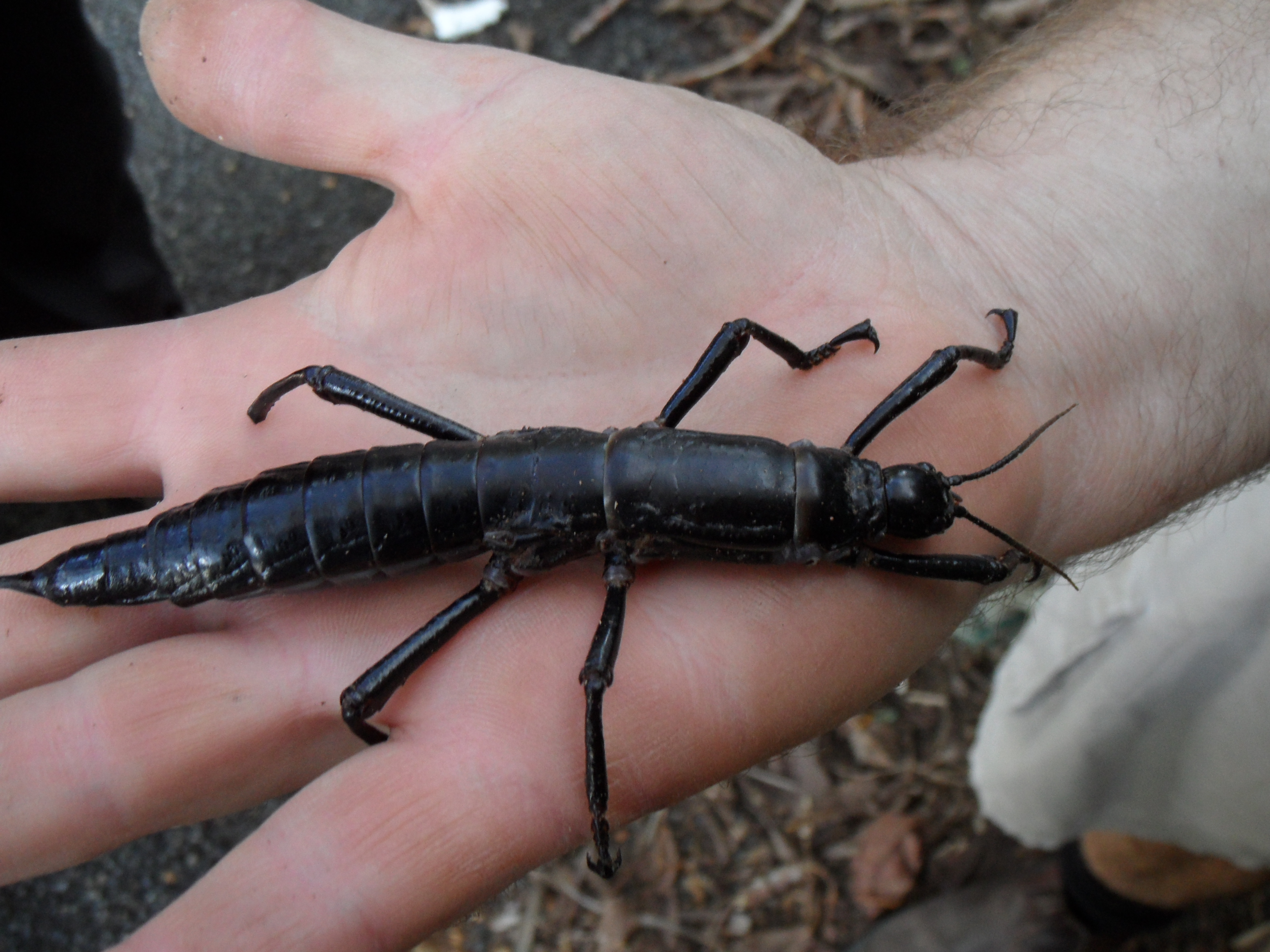
Dryococelus australis

В 2000-у на острові було знайдено комаху Dryococelus australis, що вважалася вимерлою.

## Адміністративний поділ
Адміністративно острів управляється місцевою владою Лорд-Хау.
1. ↑  * Назва в офіційному англомовному списку